# Eugene V. Rostow

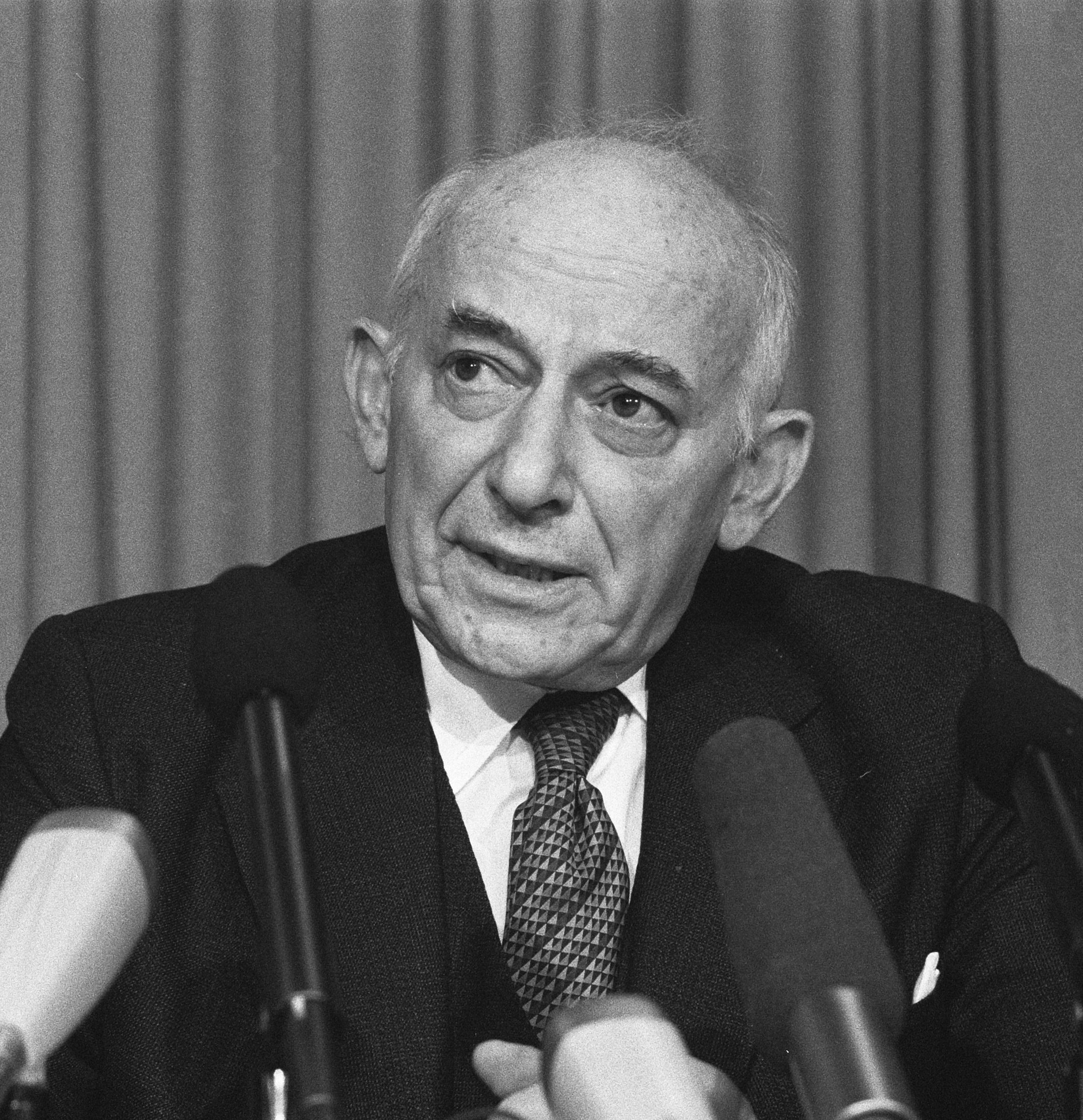
Eugene Rostow, 1981

Eugene Victor Debs Rostow (* 25. August 1913 in Brooklyn, New York City; † 25. November 2002 in Alexandria, Virginia) war ein US-amerikanischer Rechtswissenschaftler und Autor.

## Leben
Nach seiner Schulzeit studierte der von seinen Eltern nach dem Sozialisten Eugene V. Debs benannte Eugene Rostow die Rechtswissenschaften. Nach dem Ende seines Studiums war er als Rechtsanwalt in einer Kanzlei in New York City tätig. Er wurde später von 1955 bis 1965 Dekan der Yale Law School. Sein Nachfolger als Dekan war Louis Heilprin Pollak. 1956 wurde Rostow in die American Academy of Arts and Sciences gewählt. Von 1966 bis 1969 war Rostow Staatssekretär für politische Angelegenheiten (Under Secretary of State for Political Affairs) unter US-Präsident Lyndon B. Johnson. Danach kehrte er an die Yale University zurück, wo er als Hochschullehrer der Juristik unterrichtete. Rostow schrieb als Autor mehrere Bücher.
Besorgt über sowjetische militärische Expansionspolitik, in den 1970er Jahren war er ein aktives Mitglied der Koalition für eine demokratische Mehrheit und wurde 1981 von Präsident Ronald Reagan zum Leiter des „Arms Control and Disarmament Agency,“ (Büros für Rüstungskontrolle und Abrüstung) ernannt. Er setzte sich aktiv für die Umsetzung der Genfer Konvention ein.
Zudem war er von 1972 bis 1976 Präsident der Atlantic Treaty Association.
Rostow war mit Edna Greenberg verheiratet und hatte drei Kinder.

## Werke (Auswahl)
- 1948: A National Policy for the Oil Industry
- 1959: Planning for Freedom
- 1962: The Sovereign Prerogative
- 1968: Law, Power, and the Pursuit of Peace
- 1971: Is Law Dead?
- 1978: The Ideal in Law
- 1993: A Breakfast for Bonaparte. U.S. national security interests from the Heights of Abraham to the nuclear age.